# Serralada Occidental (Equador)
La serralada Occidendal és una serralada que s'estén de nord a sud de l'Equador. És una de les dues branques en què es divideix la gran serralada dels Andes al seu pas per l'Equador. Es troba entre la serralada Oriental i la costa del Pacífic. Els principals cims són el Chimborazo, cim més alt del país amb 6.263 msnm, l'Illiniza, el Cotacachi o el Guagua Pichincha, entre d'altres.